# Bronte (Szicília)
Bronte település Olaszországban, Szicília régióban, Catania megyében. Lakosainak száma 18 220 fő (2023. január 1.). Bronte Adrano, Belpasso, Biancavilla, Castiglione di Sicilia, Centuripe, Cesarò, Longi, Maletto, Maniace, Nicolosi, Randazzo, Sant’Alfio, Tortorici, Troina és Zafferana Etnea községekkel határos.

## Népesség
A település népességének változása:
| Lakosok száma | 19 116 | 18 963 | 18 220 |
|               | 2017   | 2018   | 2023   |